# Margaretha Rosina Henriëtta Bia
Margaretha Rosina Henriëtta Bia (* 10. Juni 1818 in Amsterdam; † 27. März 1873 ebenda) war eine niederländische Tänzerin und Schauspielerin.

## Leben
Rosina Bia wurde am 10. Juni 1818 in Amsterdam geboren. Sie war die Tochter des Tanzmeisters Jean Lambert Bia (1767–1829), und der Tänzerin Catherina Rebecca Gravé (1782–1846). Sie gehörte einer lutherischen Familie an, mit acht Kindern, von denen fünf früh starben. Ihre Eltern arbeiteten als Tänzer im Ballett der Stadsschouwburg Amsterdam. Sie kam, wie auch ihre Schwester Maria (1809–1889) und ihr Bruder Alexander Lambert (geb. 1814) früh mit der Welt des Theaters in Kontakt. Im Jahr 1824 arbeitete sie beispielsweise mit Maria an der Feier zum 50-jährigen Jubiläum des Theaters zusammen. Während sich ihre Schwester immer mehr auf die Schauspielerei konzentrierte, trat Rosina Bia in die Fußstapfen ihrer Eltern und wurde Tänzerin. Ihr Vater starb im Jahr 1829 und danach begann Bia immer mehr die Kinderrollen in den Balletten zu tanzen. Als sie dreizehn Jahre alt war, 1831, begann sie ein Engagement an der Stadsschouwburg und machte in den folgenden Jahren Karriere in der Ballettkompanie. Sie erhielt 1832 eine Dankesurkunde der Doorluchtige School und 1835 gehörte sie ebenso wie ihr Bruder Alexander zu den Solistinnen des Amsterdamer Balletts.
Am 27. Mai 1835, als sie 16 Jahre alt war, heiratete sie in Amsterdam den Ballettmeister und Theaterdirektor Andreas Petrus Voitus van Hamme (1796–1868). Aus dieser Ehe gingen fünf Kinder hervor, von denen die einzige Tochter 1848 im Alter von acht Jahren verstarb. Voitus van Hamme war Witwer und bereits Vater von vier Kindern, wobei seine älteste Tochter nur fünf Monate jünger als Rosina Bia war. Der endgültige Durchbruch als Tänzerin gelang ihr auch dank der Heirat. Voitus van Hamme war als Ballettmeister sehr produktiv und so hatte Bia die Gelegenheit, in vielen verschiedenen Balletten aufzutreten. Sie tanzte 1837 das taubstumme Mädchen Fenella in Aubers „Das sprachlose Mädchen von Portici“. Außerdem die Rollen der schwarzen Frau Mina in „De revolt in het serail“, der Zigeunerkönigin Mab in „De gipsy of het Gestolen kind“, der Bathilde in „Giselle“ und der Effie in „De Sylphide“. Manchmal trat Bia auch in Travestierollen auf, zum Beispiel als Arthur in Dornröschen.
Voitus van Hamme war zusammen mit Bias Schwager Reiner Engelman und fünf weiteren Direktor des Amsterdamer Theaters. Bia war in diesen Jahren aus sehr erfolgreich, etwa mit ihrer Darstellung der Rolle der Beatrix in „Das schöne Mädchen von Gend“ oder „Die Traumerscheinung“ im Jahr 1843. In anderen Städten trat sie zusammen mit den  Zuid-Hollandsche Tooneelisten ebenfalls auf. So hatte sie Gastspiele in Rotterdam und Den Haag. Ihre Tanzsolos wurden oft gesondert auf Theaterplakaten angekündigt. Bia und Voitus van Hamme widmeten der Tanzschule des Amsterdamer Theaters große Aufmerksamkeit, um ihre Tänzer bestmöglich auszubilden. Ihre Kinder wurden von berühmten Tänzern wie Eugène Grenier unterrichtet und waren schon früh unter der Leitung ihres Vaters „élèves“ beim Amsterdamer Ballett. Drei ihrer Söhne schlossen sich schließlich dem Ballett an: Pieter Maarten Reinier Cornelis Jan Anthonie  (Antoine, geb. 1842), Alexander Lambert Reinier (geb. 1845) und Karel Frans Eduard Lambert (geb. 1856). Bei einigen Auftritten trat Bia auch zusammen mit ihren Kindern auf. Beispielsweise tanzte sie mit ihrem siebenjährigen Sohn Antoine in „The Guardian Spirit“.
1867 beendete Bia ihre vierzigjährige Karriere am Amsterdamer Stadttheater mit einer Aufführung von „Victorijn“ oder „Das Waisenkind und der Mörder“, in der sie die Titelrolle spielte. Ein Jahr später starb Voitus van Hamme. Trotz ihres Rückzugs von der Bühne kehrte Bia im Frühjahr 1870 noch einmal ins Theater zurück, um für kurze Zeit Ballett zu tanzen. Über die letzten Lebensjahre von Margaretha Rosina Bia ist nichts bekannt. Sie war 54 Jahre alt und starb am 27. März 1873 in Amsterdam.